# Campeonato Mundial Júnior de Patinação Artística no Gelo de 2010
O Campeonato Mundial Júnior de Patinação Artística no Gelo de 2010 foi a trigésima quinta edição do Campeonato Mundial Júnior de Patinação Artística no Gelo, um evento anual de patinação artística no gelo organizado pela União Internacional de Patinação (em inglês:  International Skating Union) onde os patinadores artísticos competem pelo título de campeão mundial júnior. A competição foi disputada entre os dias 8 de março e 14 de março, na cidade de Haia, Países Baixos.

## Eventos
- Individual masculino
- Individual feminino
- Duplas
- Dança no gelo

## Medalhistas
| Evento                        | Ouro                                       | Prata                                    | Bronze                                   |
| Individual masculino detalhes | Yuzuru Hanyu · Japão                       | Song Nan · China                         | Artur Gachinski · Rússia                 |
| Individual feminino detalhes  | Kanako Murakami · Japão                    | Agnes Zawadzki · Estados Unidos          | Polina Agafonova · Rússia                |
| Duplas detalhes               | Sui Wenjing · Han Cong · China             | Narumi Takahashi · Mervin Tran · Japão   | Ksenia Stolbova · Fedor Klimov · Rússia  |
| Dança no gelo detalhes        | Elena Ilinykh · Nikita Katsalapov · Rússia | Alexandra Paul · Mitchell Islam · Canadá | Ksenia Monko · Kirill Khaliavin · Rússia |

## Resultados

### Individual masculino
| Pos.                                                  | Nome                       | Nacionalidade        | Pontos | PC         | PL          |
| ----------------------------------------------------- | -------------------------- | -------------------- | ------ | ---------- | ----------- |
| Medalha de ouro                                       | Yuzuru Hanyu               | Japão                | 216.10 | 68.75 (3)  | 147.35 (1)  |
| Medalha de prata                                      | Song Nan                   | China                | 205.25 | 67.97 (5)  | 137.28 (2)  |
| Medalha de bronze                                     | Artur Gachinski            | Rússia               | 199.19 | 65.20 (6)  | 133.99 (3)  |
| 4                                                     | Keegan Messing             | Estados Unidos       | 197.03 | 68.90 (2)  | 128.13 (4)  |
| 5                                                     | Grant Hochstein            | Estados Unidos       | 194.30 | 71.35 (1)  | 122.95 (7)  |
| 6                                                     | Andrei Rogozine            | Canadá               | 179.81 | 56.07 (13) | 123.74 (6)  |
| 7                                                     | Artur Dmitriev             | Rússia               | 177.78 | 53.90 (15) | 123.88 (5)  |
| 8                                                     | Alexander Majorov          | Suécia               | 177.01 | 64.15 (7)  | 112.86 (8)  |
| 9                                                     | Denis Ten                  | Cazaquistão          | 171.86 | 68.40 (4)  | 103.46 (15) |
| 10                                                    | Armin Mahbanoozadeh        | Estados Unidos       | 168.69 | 62.30 (8)  | 106.39 (12) |
| 11                                                    | Abzal Rakimgaliev          | Cazaquistão          | 167.88 | 58.40 (10) | 109.48 (11) |
| 12                                                    | Javier Raya                | Espanha              | 164.41 | 60.45 (9)  | 103.96 (14) |
| 13                                                    | Morgan Cipres              | França               | 162.01 | 52.20 (16) | 109.81 (10) |
| 14                                                    | Jiaxing Liu                | China                | 161.50 | 50.95 (17) | 110.55 (9)  |
| 15                                                    | Jorik Hendrickx            | Bélgica              | 159.67 | 54.20 (14) | 105.47 (13) |
| 16                                                    | Daniel Dotzauer            | Alemanha             | 154.83 | 57.00 (11) | 97.83 (17)  |
| 17                                                    | Wenbo Zang                 | China                | 148.99 | 49.60 (20) | 99.39 (16)  |
| 18                                                    | Sebastian Iwasaki          | Polônia              | 142.39 | 49.60 (21) | 92.79 (18)  |
| 19                                                    | Kevin Alves                | Brasil               | 141.44 | 50.38 (18) | 91.06 (19)  |
| 20                                                    | Ronald Lam                 | Canadá               | 141.31 | 56.57 (12) | 86.23 (21)  |
| 21                                                    | Petr Coufal                | República Tcheca     | 138.11 | 47.60 (23) | 90.51 (20)  |
| 22                                                    | Stephen Li-Chung Kuo       | Taipé Chinesa        | 136.27 | 50.04 (19) | 84.74 (21)  |
| 23                                                    | Petr Bidar                 | República Tcheca     | 131.30 | 47.50 (24) | 83.80 (23)  |
| 24                                                    | Bela Papp                  | Finlândia            | 128.78 | 49.17 (22) | 79.61 (24)  |
| Não avançaram para a patinação livre / programa longo |                            |                      |        |            |             |
| 25                                                    | Min-Seok Kim               | Coreia do Sul        | 47.38  | 47.38 (25) |             |
| 26                                                    | Viktor Romanenkov          | Estônia              | 47.25  | 47.25 (26) |             |
| 27                                                    | Saverio Giacomelli         | Itália               | 46.37  | 46.37 (27) |             |
| 28                                                    | Mario-Rafael Ionian        | Áustria              | 46.23  | 46.23 (28) |             |
| 29                                                    | Stanislav Pertsov          | Ucrânia              | 46.10  | 46.10 (29) |             |
| 30                                                    | Stephane Walker            | Suíça                | 43.25  | 43.25 (30) |             |
| 31                                                    | Jakub Strobl               | Eslováquia           | 43.10  | 43.10 (31) |             |
| 32                                                    | Saulius Ambrulevičius      | Lituânia             | 42.10  | 42.10 (32) |             |
| 33                                                    | Matthew Precious           | Austrália            | 39.25  | 39.25 (33) |             |
| 34                                                    | Slavik Hayrapetyan         | Armênia              | 38.50  | 38.50 (34) |             |
| 35                                                    | Mikhail Karaliuk           | Bielorrússia         | 37.15  | 37.15 (35) |             |
| 36                                                    | Zsolt Kosz                 | Romênia              | 35.28  | 35.28 (36) |             |
| 37                                                    | Kristóf Forgó              | Hungria              | 34.96  | 34.96 (37) |             |
| 38                                                    | Girts Jekabsons            | Letônia              | 33.24  | 33.24 (38) |             |
| 39                                                    | Harry Mattick              | Reino Unido          | 31.67  | 31.67 (39) |             |
| 40                                                    | Manol Atanassov            | Bulgária             | 31.27  | 31.27 (40) |             |
| 41                                                    | Vivian John Parnell-Murphy | Irlanda              | 30.57  | 30.57 (41) |             |
| 42                                                    | Berk Akalin                | Turquia              | 29.56  | 29.56 (42) |             |
| 43                                                    | Hau Jin Lee                | Hong Kong            | 29.13  | 29.13 (43) |             |
| 44                                                    | Ivor Mikolcevic            | Croácia              | 29.09  | 29.09 (44) |             |
| 45                                                    | Boyito Mulder              | Países Baixos        | 27.92  | 27.92 (45) |             |
| 46                                                    | Amel Burekovic             | Bósnia e Herzegovina | 14.36  | 14.36 (46) |             |

### Individual feminino
| Pos.                                                  | Nome                     | Nacionalidade        | Pontos | PC         | PL         |
| ----------------------------------------------------- | ------------------------ | -------------------- | ------ | ---------- | ---------- |
| Medalha de ouro                                       | Kanako Murakami          | Japão                | 165.47 | 59.00 (2)  | 106.47 (1) |
| Medalha de prata                                      | Agnes Zawadzki           | Estados Unidos       | 156.79 | 50.98 (8)  | 105.81 (2) |
| Medalha de bronze                                     | Polina Agafonova         | Rússia               | 154.27 | 56.28 (3)  | 97.99 (4)  |
| 4                                                     | Polina Shelepen          | Rússia               | 151.65 | 51.42 (7)  | 100.23 (3) |
| 5                                                     | Anna Ovcharova           | Rússia               | 147.52 | 59.80 (1)  | 87.72 (8)  |
| 6                                                     | Kate Charbonneau         | Canadá               | 147.46 | 53.80 (4)  | 93.66 (7)  |
| 7                                                     | Kiri Baga                | Estados Unidos       | 146.98 | 52.28 (5)  | 94.70 (5)  |
| 8                                                     | Christina Gao            | Estados Unidos       | 143.86 | 49.34 (9)  | 94.52 (6)  |
| 9                                                     | Joshi Helgesson          | Suécia               | 138.13 | 52.10 (6)  | 86.03 (9)  |
| 10                                                    | Julia Pfrengle           | Alemanha             | 133.05 | 47.84 (11) | 85.21 (10) |
| 11                                                    | Léna Marrocco            | França               | 127.62 | 49.10 (10) | 78.52 (12) |
| 12                                                    | Svetlana Issakova        | Estônia              | 124.10 | 44.48 (17) | 79.62 (11) |
| 13                                                    | Romy Bühler              | Suíça                | 121.94 | 45.24 (15) | 76.70 (13) |
| 14                                                    | Sila Saygi               | Turquia              | 118.28 | 45.92 (13) | 72.36 (15) |
| 15                                                    | Beata Papp               | Finlândia            | 117.32 | 43.66 (20) | 73.66 (14) |
| 16                                                    | Karina Johnson           | Dinamarca            | 115.17 | 43.94 (18) | 71.23 (16) |
| 17                                                    | Angelica Olsson          | Suécia               | 114.44 | 46.76 (12) | 67.68 (19) |
| 18                                                    | Isabel Drescher          | Alemanha             | 111.95 | 43.12 (21) | 68.83 (17) |
| 19                                                    | Qiuying Zhu              | China                | 110.55 | 42.48 (24) | 68.07 (18) |
| 20                                                    | Francesca Rio            | Itália               | 107.12 | 44.64 (16) | 62.48 (20) |
| 21                                                    | Alina Milevskaia         | Ucrânia              | 105.02 | 45.36 (14) | 60.68 (21) |
| 22                                                    | Ira Vannut               | Bélgica              | 103.68 | 43.00 (23) | 59.66 (21) |
| 23                                                    | Manouk Gijsman           | Países Baixos        | 103.14 | 43.70 (19) | 59.44 (23) |
| 24                                                    | Alina Fjodorova          | Letônia              | 102.18 | 43.04 (22) | 59.14 (24) |
| Não avançaram para a patinação livre / programa longo |                          |                      |        |            |            |
| 25                                                    | Kristina Kostkova        | República Tcheca     | 41.88  | 41.88 (25) |            |
| 26                                                    | Anne Line Gjersem        | Noruega              | 41.48  | 41.48 (26) |            |
| 27                                                    | Nika Ceric               | Eslovênia            | 39.92  | 39.92 (27) |            |
| 28                                                    | Georgia Glastris         | Grécia               | 39.62  | 39.62 (28) |            |
| 29                                                    | Mimi Tanasorn Chindasook | Tailândia            | 39.04  | 39.04 (29) |            |
| 30                                                    | Karolina Sykorova        | Eslováquia           | 38.70  | 38.70 (30) |            |
| 31                                                    | Alexandra Kunova         | Eslováquia           | 38.62  | 38.62 (31) |            |
| 32                                                    | Daniela Stoeva           | Bulgária             | 38.60  | 38.60 (32) |            |
| 33                                                    | Melinda Wang             | Taipé Chinesa        | 37.94  | 37.94 (33) |            |
| 34                                                    | Rimgaile Meskaite        | Lituânia             | 37.86  | 37.86 (34) |            |
| 35                                                    | Ariana Tarrado Ribes     | Andorra              | 36.60  | 36.60 (35) |            |
| 36                                                    | Zhaira Costiniano        | Filipinas            | 36.56  | 36.56 (36) |            |
| 37                                                    | Kim Hae Lin              | Coreia do Sul        | 36.26  | 36.26 (37) |            |
| 38                                                    | Charlotte Robbins        | Reino Unido          | 33.56  | 33.56 (38) |            |
| 39                                                    | Sabina Paquier           | Romênia              | 32.56  | 32.56 (39) |            |
| 40                                                    | Sofia Bardakov           | Israel               | 31.72  | 31.72 (40) |            |
| 41                                                    | Isadora Williams         | Brasil               | 31.12  | 31.12 (41) |            |
| 42                                                    | Victoria Hübler          | Áustria              | 30.90  | 30.90 (42) |            |
| 43                                                    | Kristina Prilepko        | Cazaquistão          | 30.68  | 30.68 (43) |            |
| 44                                                    | Mila Petrovic            | Sérvia               | 29.30  | 29.30 (44) |            |
| 45                                                    | Fanni Forgó              | Hungria              | 29.16  | 29.16 (45) |            |
| 46                                                    | Brittany Lau             | Singapura            | 28.92  | 28.92 (46) |            |
| 47                                                    | Jaimee Nobbs             | Austrália            | 28.12  | 28.12 (47) |            |
| 48                                                    | Celia Robledo            | Espanha              | 26.90  | 26.90 (48) |            |
| 49                                                    | Nadia Geldenhuys         | África do Sul        | 25.98  | 25.98 (49) |            |
| 50                                                    | Tze Ching Lww            | Hong Kong            | 24.88  | 24.88 (50) |            |
| 51                                                    | Franka Vugec             | Croácia              | 24.82  | 24.82 (51) |            |
| 52                                                    | Ani Lominadze            | Geórgia              | 21.84  | 21.84 (52) |            |
| 53                                                    | Priscila Alavez          | México               | 21.34  | 21.34 (53) |            |
| 54                                                    | Nino Abashidze           | Geórgia              | 18.98  | 18.98 (54) |            |
| 55                                                    | Naida Akšamija           | Bósnia e Herzegovina | 16.26  | 16.26 (55) |            |

### Duplas
| Pos.                                                  | Nome                                | Nacionalidade    | Pontos | PC         | PL         |
| ----------------------------------------------------- | ----------------------------------- | ---------------- | ------ | ---------- | ---------- |
| Medalha de ouro                                       | Sui Wenjing / Han Cong              | China            | 170.71 | 60.94 (1)  | 109.77 (1) |
| Medalha de prata                                      | Narumi Takahashi / Mervin Tran      | Japão            | 157.23 | 59.54 (2)  | 97.69 (2)  |
| Medalha de bronze                                     | Ksenia Stolbova / Fedor Klimov      | Rússia           | 145.35 | 54.26 (3)  | 91.09 (3)  |
| 4                                                     | Tatiana Novik / Mikhail Kuznetsov   | Rússia           | 139.63 | 49.38 (5)  | 90.25 (5)  |
| 5                                                     | Britney Simpson / Nathan Miller     | Estados Unidos   | 138.00 | 52.50 (4)  | 85.50 (6)  |
| 6                                                     | Zhang Yue / Wang Lei                | China            | 135.86 | 44.90 (11) | 90.96 (4)  |
| 7                                                     | Brittany Jones / Kurtis Gaskell     | Canadá           | 133.41 | 48.12 (7)  | 85.29 (7)  |
| 8                                                     | Margaret Purdy / Michael Marinaro   | Canadá           | 129.29 | 45.24 (10) | 84.05 (8)  |
| 9                                                     | Felicia Zhang / Taylor Toth         | Estados Unidos   | 128.01 | 48.50 (6)  | 79.51 (9)  |
| 10                                                    | Kaleigh Hole / Adam Johnson         | Canadá           | 119.68 | 47.04 (8)  | 72.64 (12) |
| 11                                                    | Anna Silaeva / Artur Minchuk        | Rússia           | 117.96 | 46.62 (9)  | 71.34 (14) |
| 12                                                    | Juliana Gurdhzi / Alexander Voeller | Alemanha         | 116.72 | 39.52 (15) | 77.20 (10) |
| 13                                                    | Brynn Carman / A. J. Reiss          | Estados Unidos   | 115.90 | 44.48 (12) | 71.42 (13) |
| 14                                                    | Klara Kadlecova / Petr Bidar        | República Tcheca | 115.07 | 42.18 (13) | 72.89 (11) |
| 15                                                    | Anna Khnychenkova / Márk Magyar     | Hungria          | 96.00  | 40.40 (14) | 55.60 (15) |
| Não avançaram para a patinação livre / programa longo |                                     |                  |        |            |            |
| 16                                                    | Natalja Zabijako / Sergei Muhhin    | Estônia          | 35.90  | 35.90 (16) |            |
| 17                                                    | Anastasia Levshina / Jakub Tyc      | Polônia          | 35.80  | 35.80 (17) |            |
| 18                                                    | Rie Aoi / Wen Xiong Guo             | Hong Kong        | 32.42  | 32.42 (18) |            |
| 19                                                    | Catherine Clement / James Hunt      | Reino Unido      | 31.80  | 31.80 (19) |            |
| 20                                                    | Stina Martini / Severin Kiefer      | Áustria          | 31.54  | 31.54 (20) |            |
|                                                       |                                     |                  |        |            |            |
| DSQ                                                   | Xiaoyu Yu / Yang Jin                | China            | 129.48 | — (DSQ)    | — (DSQ)    |

### Dança no gelo
| Pos.                                | Nome                                       | Nacionalidade    | Pontos | DC         | DO         | DL         |
| ----------------------------------- | ------------------------------------------ | ---------------- | ------ | ---------- | ---------- | ---------- |
| Medalha de ouro                     | Elena Ilinykh / Nikita Katsalapov          | Rússia           | 188.28 | 37.52 (1)  | 59.94 (1)  | 90.82 (1)  |
| Medalha de prata                    | Alexandra Paul / Mitchell Islam            | Canadá           | 172.37 | 33.32 (5)  | 55.90 (2)  | 83.15 (2)  |
| Medalha de bronze                   | Ksenia Monko / Kirill Khaliavin            | Rússia           | 168.81 | 34.17 (4)  | 53.55 (3)  | 81.09 (5)  |
| 4                                   | Maia Shibutani / Alex Shibutani            | Estados Unidos   | 168.35 | 34.27 (2)  | 52.67 (4)  | 81.41 (4)  |
| 5                                   | Lorenza Alessandrini / Simone Vaturi       | Itália           | 167.84 | 32.35 (6)  | 52.62 (5)  | 82.87 (3)  |
| 6                                   | Ekaterina Pushkash / Jonathan Guerreiro    | Rússia           | 162.16 | 34.20 (3)  | 48.60 (6)  | 79.36 (6)  |
| 7                                   | Rachel Tibbetts / Colin Brubaker           | Estados Unidos   | 153.50 | 31.89 (7)  | 48.17 (7)  | 73.44 (7)  |
| 8                                   | Anastasia Galyeta / Alexei Shumski         | Ucrânia          | 146.96 | 29.14 (8)  | 46.30 (8)  | 71.52 (8)  |
| 9                                   | Piper Gilles / Zachary Donohue             | Estados Unidos   | 141.30 | 27.83 (11) | 45.78 (9)  | 67.69 (12) |
| 10                                  | Geraldine Bott / Neil Brown                | França           | 140.65 | 27.78 (12) | 43.45 (10) | 69.42 (10) |
| 11                                  | Stefanie Frohberg / Tim Giesen             | Alemanha         | 139.51 | 28.56 (9)  | 41.76 (15) | 69.19 (11) |
| 12                                  | Dóra Turóczi / Balázs Major                | Hungria          | 139.29 | 27.20 (16) | 42.46 (12) | 69.63 (9)  |
| 13                                  | Olivia Nicole Martins / Alvin Chau         | Canadá           | 135.63 | 27.68 (13) | 41.96 (14) | 65.99 (13) |
| 14                                  | Gabriela Kubova / Dmitri Kiselev           | República Tcheca | 133.48 | 27.38 (15) | 42.13 (13) | 63.97 (14) |
| 15                                  | Charlotte Aiken / Josh Whidborne           | Reino Unido      | 132.24 | 28.29 (10) | 42.51 (11) | 61.44 (17) |
| 16                                  | Sara Hurtado / Adria Diaz                  | Espanha          | 128.44 | 27.04 (17) | 39.27 (21) | 62.13 (15) |
| 17                                  | Katelyn Good / Nikolaj Sorensen            | Dinamarca        | 128.41 | 25.29 (20) | 41.48 (16) | 61.64 (16) |
| 18                                  | Oksana Klimova / Sasha Palomäki            | Finlândia        | 127.82 | 27.67 (14) | 39.07 (22) | 61.08 (18) |
| 19                                  | Nikola Višňová / Lukáš Csolley             | Eslováquia       | 126.23 | 25.26 (21) | 41.20 (17) | 59.77 (19) |
| 20                                  | Justyna Plutowska / Dawid Pietrzyński      | Polônia          | 109.40 | 25.76 (18) | 39.91 (20) | 43.12 (20) |
| Não avançaram para a dança livre    |                                            |                  |        |            |            |            |
| 21                                  | Sonja Pauli / Tobias Eisenbauer            | Áustria          | 64.39  | 24.48 (24) | 40.52 (19) |            |
| 22                                  | Gabriella Papadakis / Guillaume Cizeron    | França           | 63.28  | 23.61 (28) | 39.67 (20) |            |
| 23                                  | Abby Carswell / Andrew Doleman             | Canadá           | 63.16  | 24.56 (23) | 38.60 (23) |            |
| 24                                  | Maria Popkova / Viktor Kovalenko           | Uzbequistão      | 62.79  | 25.74 (19) | 37.05 (25) |            |
| 25                                  | Yiyi Zhang / Nan Wu                        | China            | 61.91  | 24.03 (26) | 37.88 (24) |            |
| 26                                  | Karolina Prochazkova / Michal Ceska        | República Tcheca | 61.15  | 24.22 (25) | 36.93 (26) |            |
| 27                                  | Ramona Elsener / Florian Roost             | Suíça            | 60.68  | 23.79 (27) | 36.89 (27) |            |
| 28                                  | Irina Shtork / Taavi Rand                  | Estônia          | 60.18  | 25.24 (22) | 34.94 (28) |            |
| 29                                  | Lesia Valadzenkava / Vitali Vakunov        | Bielorrússia     | 52.89  | 22.22 (29) | 30.67 (29) |            |
| WD                                  | Ioana Harmony Risca / Chase Andrews Brogan | Romênia          | 52.72  | 22.17 (30) | — (WD)     |            |
| Não avançaram para a dança original |                                            |                  |        |            |            |            |
| 31                                  | Sofia Sforza / Francesco Fioretti          | Itália           | 22.00  | 22.00 (31) |            |            |
| 32                                  | Kristina Tremasova / Dimitar Lichev        | Bulgária         | 21.28  | 21.28 (32) |            |            |
| 33                                  | Ksenia Pecherkina / Aleksander Jakushin    | Letônia          | 20.72  | 20.72 (33) |            |            |
| 34                                  | Ayesha Yigit / Shane Speden                | Nova Zelândia    | 17.74  | 17.74 (34) |            |            |

## Quadro de medalhas
| Ordem | País           | Medalha de ouro | Medalha de prata | Medalha de bronze |    | Ordem por total |
| ----- | -------------- | --------------- | ---------------- | ----------------- | -- | --------------- |
| 1     | Japão          | 2               | 1                |                   | 3  | 2               |
| 2     | China          | 1               | 1                |                   | 2  | 3               |
| 3     | Rússia         | 1               |                  | 4                 | 5  | 1               |
| 4     | Estados Unidos |                 | 1                |                   | 1  | 4               |
| 4     | Canadá         |                 | 1                |                   | 1  | 4               |
| TOTAL | TOTAL          | 4               | 4                | 4                 | 12 | —               |